# Cephalonomia pinkfloydi
Cephalonomia pinkfloydi (лат.) — вид ос-бетилид рода Cephalonomia из семейства Bethylidae (Chrysidoidea, Hymenoptera). Эндемик Новой Зеландии. Единственный здесь представитель рода Cephalonomia.

## Описание
Мелкие осы. Длина самок 1,2—1,8 мм (самцы — 1,4—1,6 мм). Отмечен половой диморфизм: самки бескрылые, а самцы крылатые. Голова, грудь и брюшко гладкие и блестящие, общая окраска от желтовато-оранжевой до тёмно-коричневой. Нотаули отсутствуют. Скутеллюм с поперечным килем вдоль переднего края. Проподеальный диск гладкий, без килей. Брюшко коричневое, гладкое и блестящее. Усики 9-члениковые: 7 члеников жгутика (флагелломеров), педицеллюс и скапус. Ноги светло-коричневые или оранжевые. Коготки лапок простые, без зазубрин. Обитают в лесах из Agathis (Араукариевые) и Nothofagus (Букоцветные). Отмечены два периода активности: с января по апрель и с сентября по декабрь. Хозяин неизвестен, предположительно, как и некоторые другие виды своего рода, парализуют и используют в качестве хозяина личинок древесных, зерноядных или грибоядных жуков (Ciidae и других). Это единственный вид рода Cephalonomia с 7 члениками жгутика (флагелломерами; в целом усики 9-члениковые). Для других представителей Cephalonomia характерны жгутики из 10 сегментов.

## Этимология
Впервые вид был описан в 2013 году новозеландским энтомологом Д. Уардом (Ward D. F.; New Zealand Arthropod Collection, Landcare Research, Окленд, Новая Зеландия) и назван в честь британской рок-группы Pink Floyd.